# Eudesmia arctifascia
Eudesmia arctifascia är en fjärilsart som beskrevs av Butler 18777. Eudesmia arctifascia ingår i släktet Eudesmia och familjen björnspinnare. Inga underarter finns listade i Catalogue of Life.